# مدال زبابي جنكينز
مدال زبابي جنكينز (الاسم العلمي: Microgale jenkinsae)، نوع من الثدييات المنتمية إلى فصيلة الالمداليات. يستوطن مدغشقر. موائله الطبيعية هي الغابات الجافة الشبه الاستوائية أو الاستوائية والشجيرات الجافة الشبه الاستوائية أو الاستوائية. وهو مهدد بفقدان موائله.